# パッペンハイム
パッペンハイム (ドイツ語: Pappenheim, ドイツ語発音: [ˈpap̩nha͜im]) は、ドイツ連邦共和国バイエルン州ミッテルフランケン行政管区のヴァイセンブルク＝グンツェンハウゼン郡に属す市である。この街はニュルンベルクの南約 70 km に位置する。

## 地理

パッペンハイム城址から旧市街を望む

### 位置
この街は、西ミッテルフランケン地方、ヴァイセンブルク＝グンツェンハウゼン郡南東部のアルトミュールタールに位置している。市内をアルトミュール川が、旧市街を取り囲むように流れている。中核市部の他にツィンメルン地区もこの川沿いにある。市の北部をシャムバッハ川が流れている。また、パッペンハイムは、フレンキシェ・アルプの一部であるヴァイセンブルガー・アルプに位置している。パッペンハイムの市域内には、たとえば、ミュールベルク (548 m)、ツインメルナー・ベルク (548.4 m)、フォーレンビュール (568.3 m)、ツヴィーゼルベルク (548.3 m)、ツンダーベルク (532.6 m) がある。谷は、南部にパッペンハイマー・タール、北部にラウベンタールがある。市域は多くの部分が森で覆われている。州道2230号線、2387号線、2274号線がパッペンハイムを通っている。東はオーバーバイエルンのアイヒシュテット郡と境を接する。市域の北部にヴァイセンブルク・イン・バイエルンの飛地が2箇所ある。

### 隣接する市町村
パッペンハイムは、北はヴァイセンブルク・イン・バイエルン、北東はライテンブーフ、東はシェルンフェルト、南はゾルンホーフェン、南西はランゲンアルトハイム、西はトロイヒトリンゲンと境を接している。

### 市の構成
パッペンハイム市は、13のゲマインデタイル（小地区）で構成されている。
| - ビースヴァング - フレムミューレ - ガイスローエ - ゲーレン - ミッテルマルテンホーフ - ノイドルフ - ニーダーパッペンハイム | - オクゼンハルト - オスタードルフ - パピーアミューレ - パッペンハイム - ユーバーマッツホーフェン - ツィンメルン |

小集落グラーフェンミューレは1999年から廃村になった。

## 歴史

### 12世紀まで
先史時代の集落跡は、市のわずかに西側のニーダーパッペンハイム地区に高地集落「アルテ・ビュルク」があり、新石器時代にまで遡る。「アルテ・ビュルク」からは、青銅器時代初期やハルシュタット文化時代の出土品も発見されている。城壁の何層にもなったシステムは、幾度もの建設過程を経て造られたものであることを示している。もう一つの、おそらくより新しいハルシュタット文化時代後期の高地集落が、後に城砦が建設された「シュロスベルク」にあった。長い中断の後、ゲルマン人が4世紀あるいは5世紀にこの高台を改めて要塞として利用した。少なくとも先史時代には谷に小さな集落があったと推測される。ここでは渡渉地を通って、容易にアルトミュール川を渡ることができたためである。
パッペンハイム集落の形成は、地名学上、750年頃であると考えられる。最も古い文献記録は802年の文書に Papinhaim im Sualafeld と記載されたものである。トゥールガウ伯の未亡人レギンジントはその財産と「パッペンハイムおよびその周辺の」所領を聖ガレン修道院に寄進した。9世紀に建設されたパッペンハイムの聖ガルス教会は聖ガレン修道院との結びつきの証拠であり、単にパッペンハイムで最も古いだけでなく、フランケン地方で最も古い教会の1つである。聖ガルス教会の高台にあたるブドウ山に防衛施設の一部が遺されている。これはおそらく10世紀のハンガリーの侵攻の時代に建設された（おそらく完成しなかった）要塞施設であり、聖ガルス教会の所領を護るために建設されたと考えられる。
中世初期の集落はこの教会周辺に形成されたと思われる。この時代には「アルテ・ビュルク」の防衛施設が再建され、出土品に拠れば中世盛期になるまで維持された。破壊後に再建は行われなかった。城は、アルトミュールシュリンゲの鞍部に移された。これは、当時の一般的な傾向に従ったやり方であった。シュタウフェン朝の城の建設は、城砦礼拝堂の献堂年として1175年が記されている。この城はおそらく、皇帝の城として建設され、当初はパッペンハイム元帥と名乗る帝国ミニステリアーレの一門にレーエンとして授けられ、後に自由世襲領に移行した。この一門は8世紀の間、すべての皇帝戴冠式に出席した。

### 13世紀から17世紀
宮廷都市としてパッペンハイムは地域の中心地であり、重罪刑事裁判権やユダヤ人規則などいくつかの帝国世襲元帥の特権の他に亡命者庇護権をも有していた。1288年にはヴァイセンブルクをモデルとした都市権を与えられた。1634年にパッペンハイムは三十年戦争でスウェーデン軍に包囲され、すぐに占領された。城は、砲撃が井戸水の貯水層に命中したため、降伏せざるをえなかった。この城は1705年にもスペイン継承戦争でわずかな役割を演じた後、フランス軍に占領され、毀損された。その後すぐに崩落し、19世紀初めには時代趣味に合ったロマンチックな廃墟と化した。
帝国ミニステリアーレ家は1627年、ゴットフリート・ハインリヒの時代に帝国伯に昇格した。

### 伯の村
13世紀後半に、パッペンハイム元帥ハインリヒ5世の命令で、パッペンハイムの北側の高地に、「伯の村」と呼ばれるガイスローエ、ゲーレン、ノイドルフ、オスタードルフが建設された。これらの村は、森の中の開墾地として「ロイトマイスター」（開墾マイスター）の指導下で一定のスキームに従った戦場集落として計画的に建設された。長く延びた村の中心軸の両側に地所が向かい合って並ぶ形式である。中心軸に面して厩舎や付属建造物を伴う家屋があり、その背後に庭があり、地所の奥の端にはアマを加工して乾燥させるアマ粉砕室があった。乾燥の際に火災の危険があるため他の建物とできるだけ距離を置いたのである。この筒状の土地に面して付属の農場が設けられた。村の中心軸上には、雨水を貯蔵する「ヒュル」と呼ばれる共同施設が設けられ、一部では教会や墓地が設けられた。特にノイドルフではこうした構造が現在でもよく判る。

### 市町村合併
バイエルン州の地域再編に伴い、1971年4月1日にユーバーマッツホーフェンがパッペンハイムに合併した。1978年5月1日にビースヴァング、ガイスローエ、ゲーレン、ノイドルフ、オスタードルフ、ツィンメルンがこれに加わった。

## 慣用句
この街の名前は、特に「Ich kenne meine Pappenheimer」という慣用表現（「あいつがどんな（酷い）奴かを知っている」という意味）で知られている。これはシラーの戯曲「ヴァレンシュタインの死」で司令官アルブレヒト・フォン・ヴァレンシュタインが「Daran erkenn’ ich meine Pappenheimer」（こうして私は我がパッペンハイムを見分けるのだ）と言ったことに由来する。これは、ヴァレンシュタインがパッペンハイム伯ゴットフリート・ハインリヒ連隊の甲騎兵の派遣隊に感謝しつつ、あらかじめ皇帝の陰で敵と交渉して裏切っているという噂が真実であるかを調べていたという時に述べた言葉である。ヴァレンシュタインはこの有名な言葉を見下した意味ではなく、パッペンハイムの忠誠を認めたという意味で発している。彼は噂を信用しておらず、単純に敵対するのではなく本人の口から「何が問題なのか」聞こうと思ったのである。時代とともにこの言葉の用法は不明確となり、今ではやや軽蔑的な（「悪党を知っている」という意味）、あるいは皮肉な意味合いで用いられている。
中世後期以降、ニュルンベルクでは下水道の清掃夫を「Pappenheimer」と呼んだ。この呼び名は、皇帝の来訪前に街を清掃する元帥の職務に由来する。この仕事はパッペンハイム家自身が行ったわけではなく、地元の使用人が行ったのだが、この呼び名がつけられた。

## 住民

### 宗教
地元のモスクは、バイエルンではミュンヘンと並んで、過激なイスラム主義の Tablighi Jamaat の中心地となっている。

## 行政

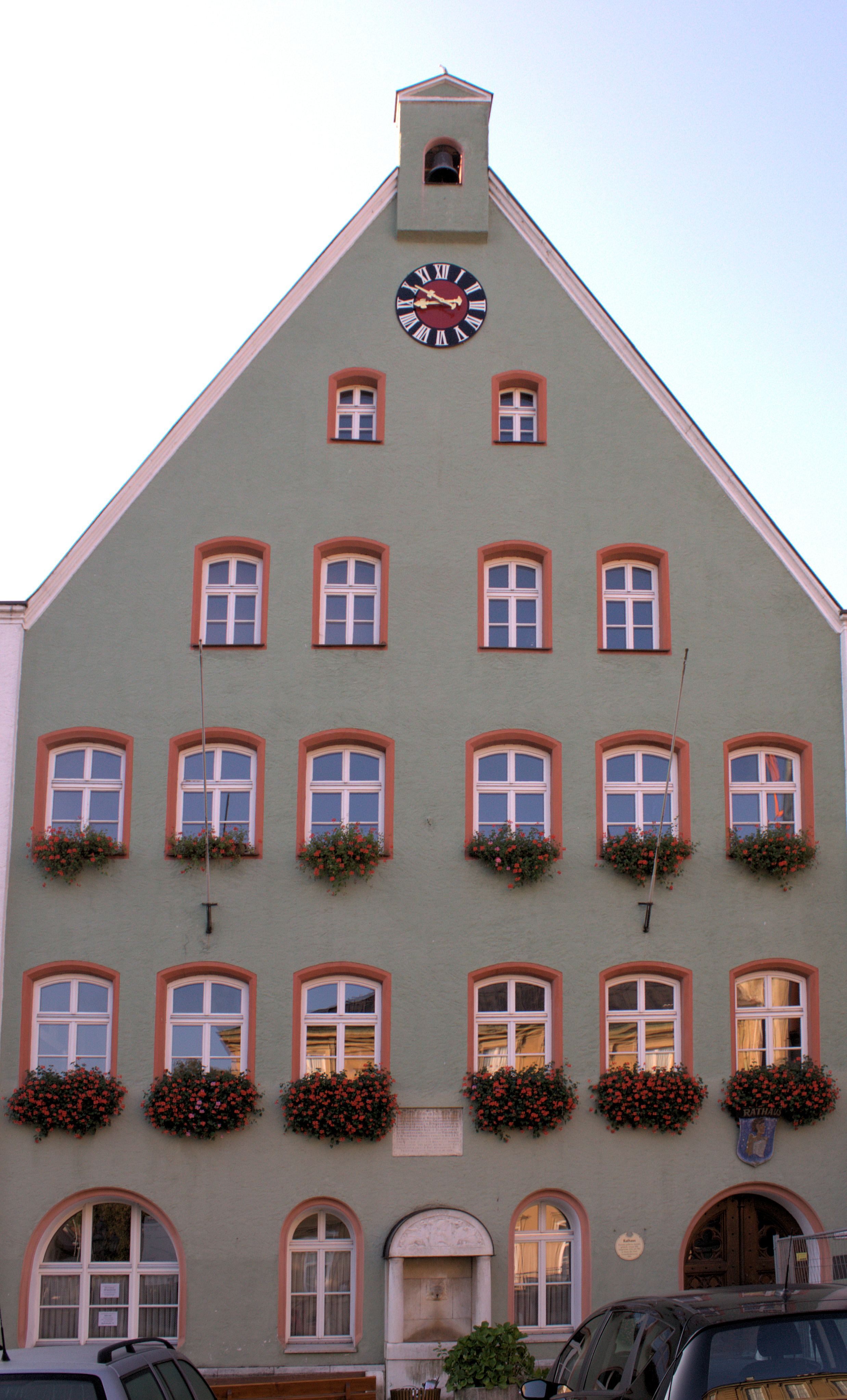
パッペンハイム市庁舎

### 議会
パッペンハイムの市議会は16議席で構成されている。

### 姉妹都市
- クサック＝ボヌヴァル（フランス語版、英語版）（フランス、オート＝ヴィエンヌ県）

### 援助協力関係
- 本市は、1955年にチェコの旧ルディッツ郡のボホフ（チェコ語版、英語版）から追放されたズデーテンのドイツ人に対する援助教力関係を締結した。

### 紋章
図柄: 青地に左向き（向かって右向き）の金の装飾が施された銀の兜。その上に赤いヘアバンドを巻いた黒いムーア人の頭が描かれている。
紋章の由来: パッペンハイム市の紋章には、縮れ毛でヘアバンドを着けたムーア人の頭が描かれている。パッペンハイム元帥は兜飾りにこれをつけていた。元帥の最も古い印章（1251年）には、おそらくシラクサのヒエロン2世の頭部が描かれている。人物の頭部を描いた紀元前の硬貨がこのモデルであったと考えられる。1335年の市の印章にはヘアバンドを着けた姿で描かれている。元の頭部の複製が不正確であったことと配色が金地に黒であったことからムーア人の頭部と解釈され、1378年に印章にはグロテスクな顔で、高い三角形の帽子を被って描かれている。興味深いことに、グリム兄弟が伝えた伝説に合わせて、15世紀に女性の上半身が加えられ、16世紀には1本あるいは2本の編んだ髪が追加され、後にムーア人に変更された。

## 文化と見所
パッペンハイムはルフトクアオルト（空気の清浄な保養地）であり、良く保存された旧市街は見応えがある。ブルクベルク（直訳: 城山）には狩猟博物館がある。アルテス・シュロス（直訳: 古い城）にはブーヒャウ郷土室がある。

### 建築
- パッペンハイム城砦（1050年）
- 聖ガルス教会（9世紀）

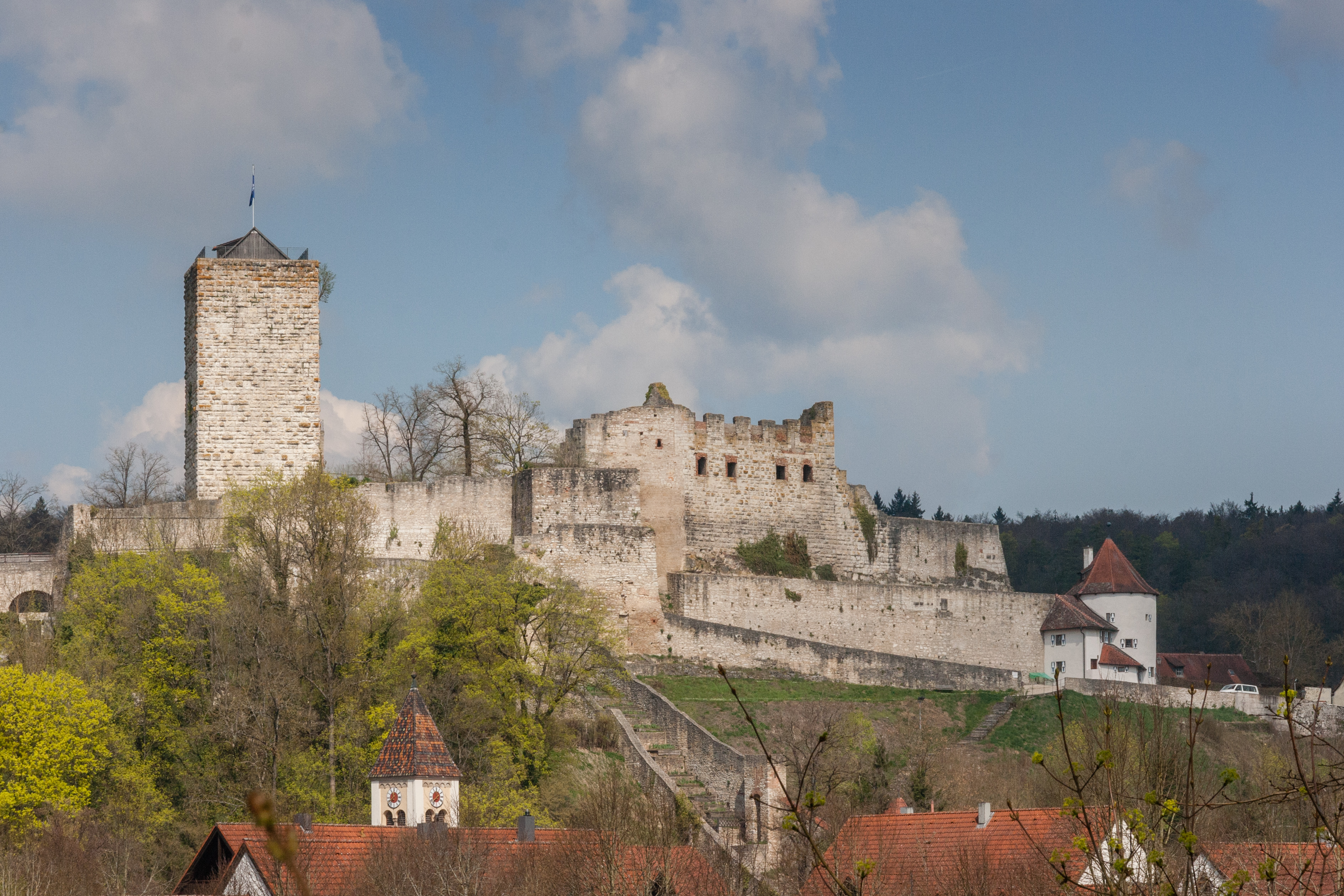
パッペンハイム城砦

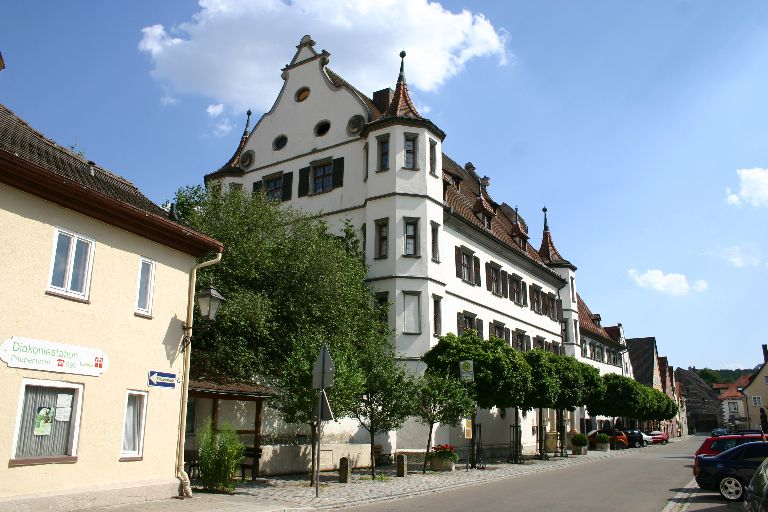
アルテス・シュロス

- ロマネスク様式の「オーベーレス・トーア」（直訳: 上の門）
- 12世紀から使われたユダヤ人墓地
- 旧アウグスチノ修道会修道院（1372年創設）。1493年建造の修道院教会「聖霊教会」を有する。この教会は1700年以降、専らパッペンハイム元帥家の廟所教会として使われた。
- 後期ゴシック様式の福音主義聖マリエン教会（1476年完成）
- 「アルテス・シュロス」（直訳: 旧城館）と呼ばれる1593年建造のルネサンス建築
- パッペンハイム市庁舎（1595年）
- ノイエ・シュロス（直訳: 新城館）。1819/20年にレオ・フォン・クレンツェによって古典主義様式で建設された。
- 19世紀に建設されたカトリックのマリア被昇天教会
- エヴァンゲリシェ・ユーゲントのヴァイデン教会（2007年）
- ビュヘレハウス

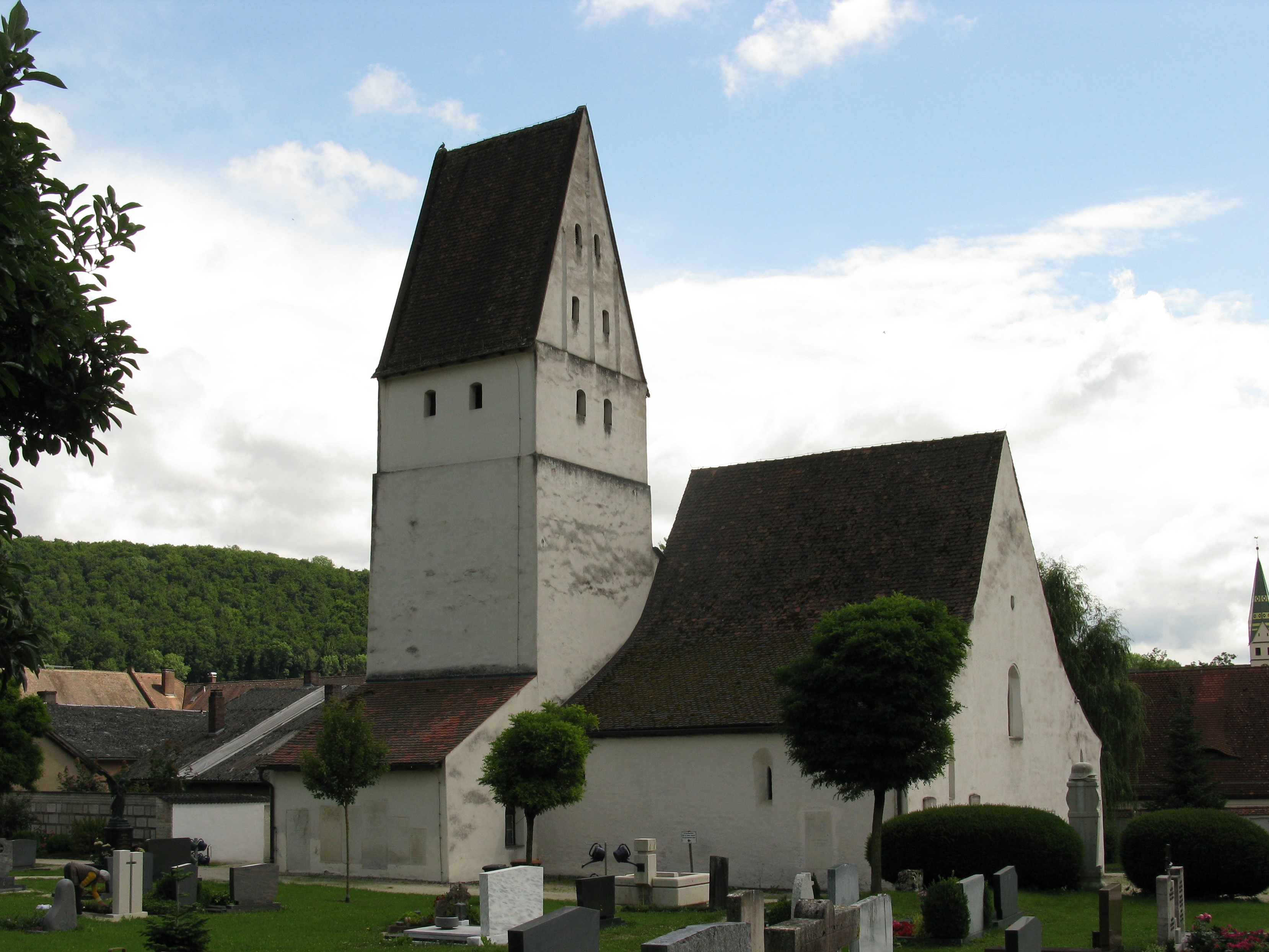
聖ガルス教会
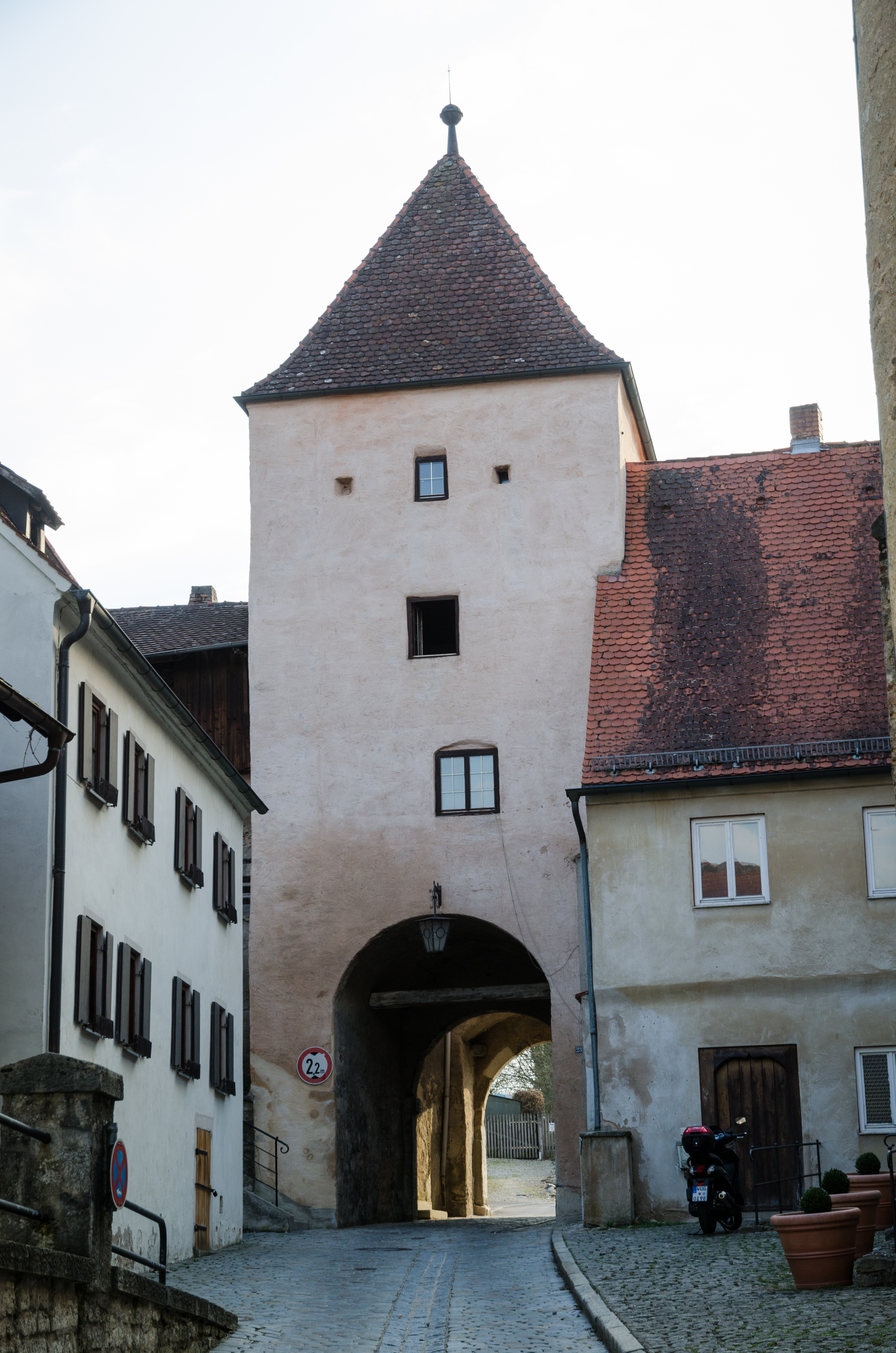
オーベーレス・トーア
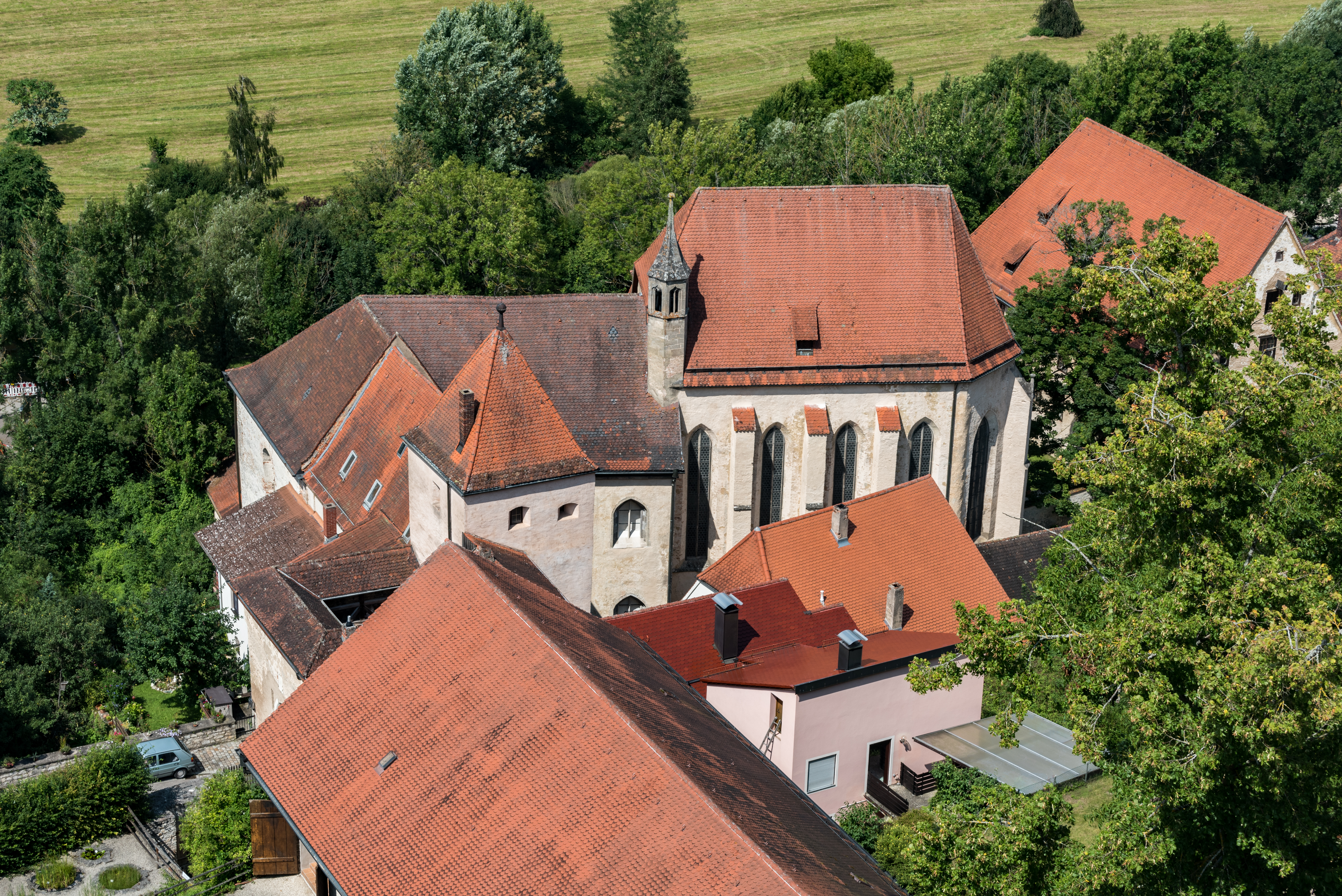
パッペンハイム修道院
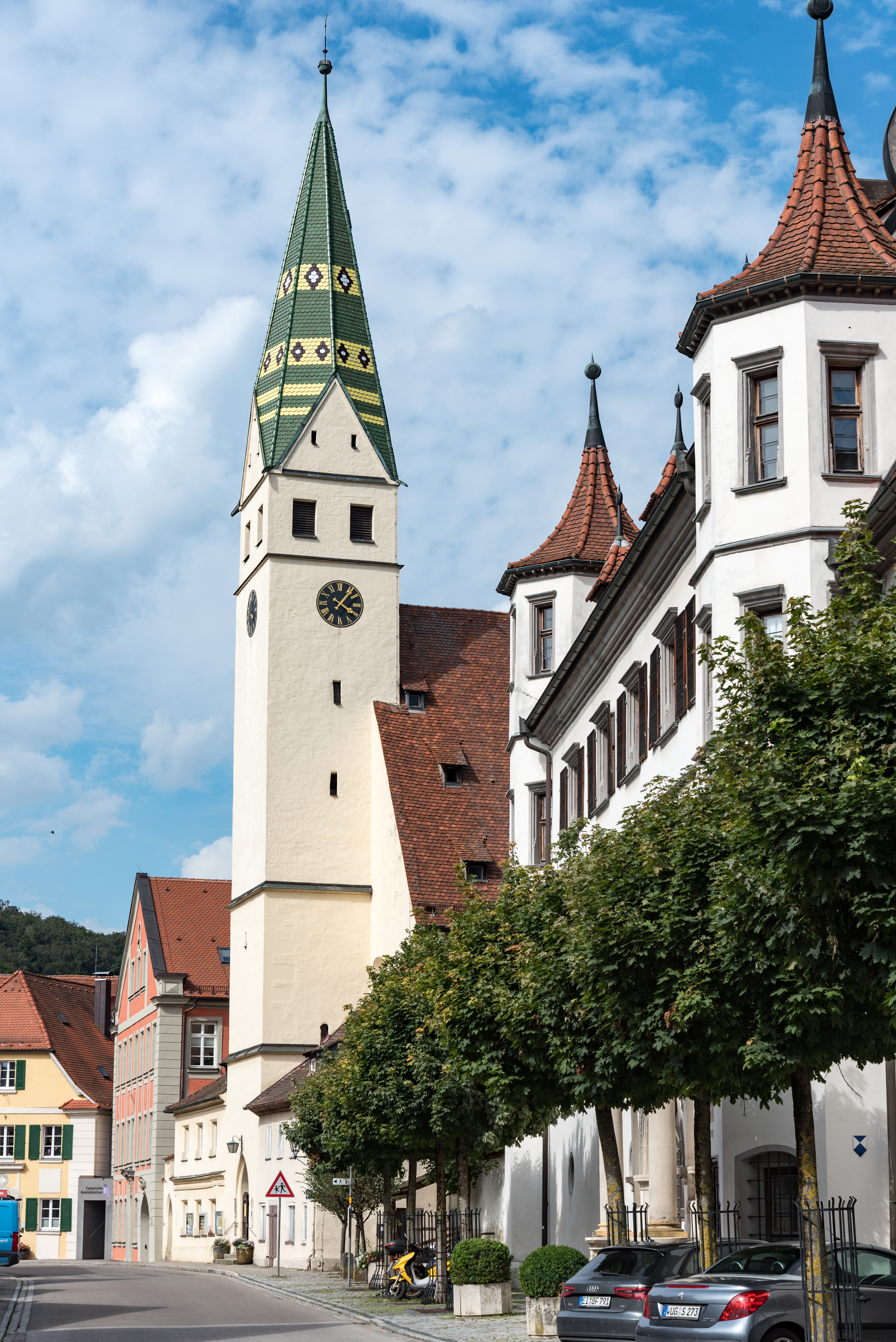
聖マリエン市教会
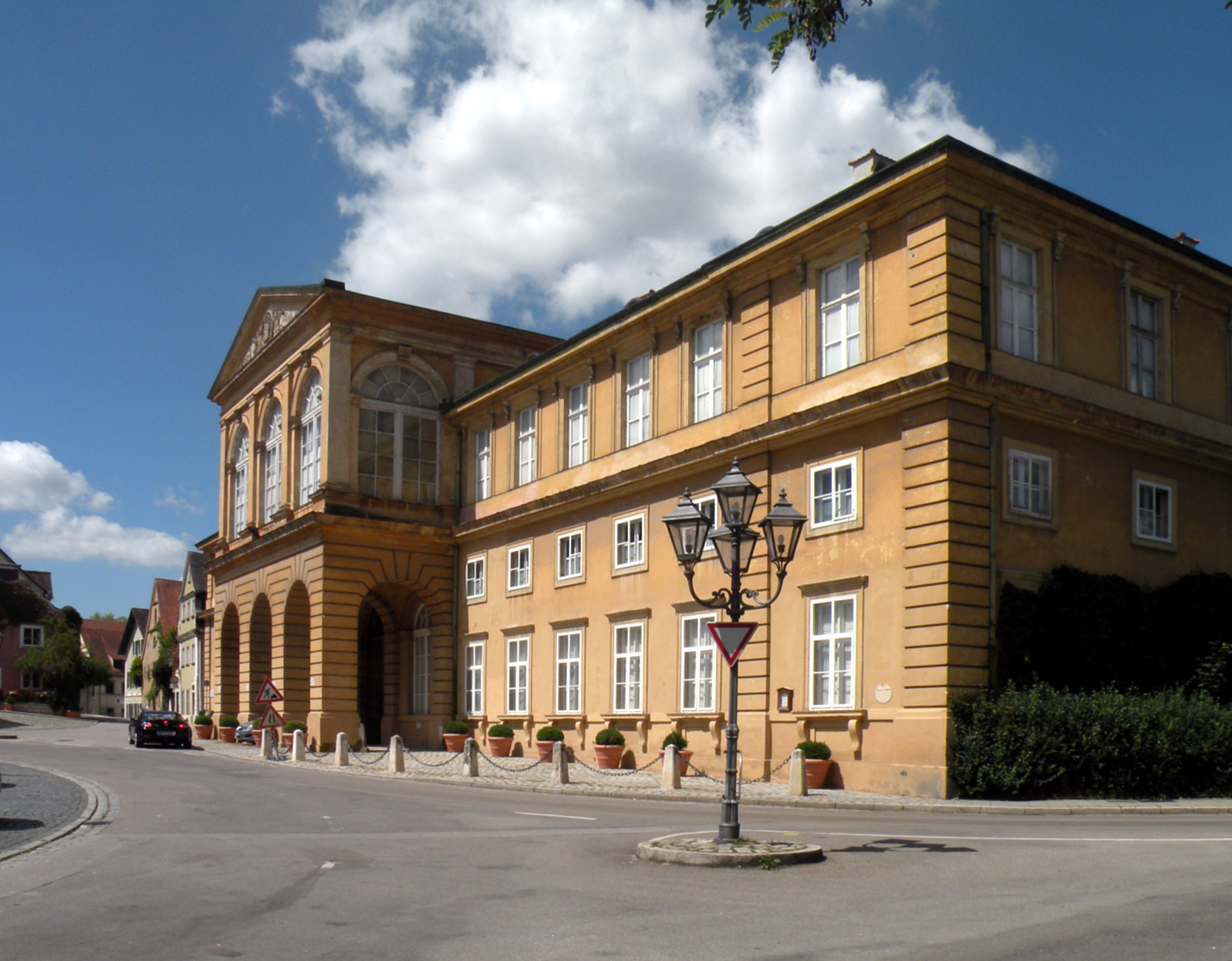
ノイエ・シュロス
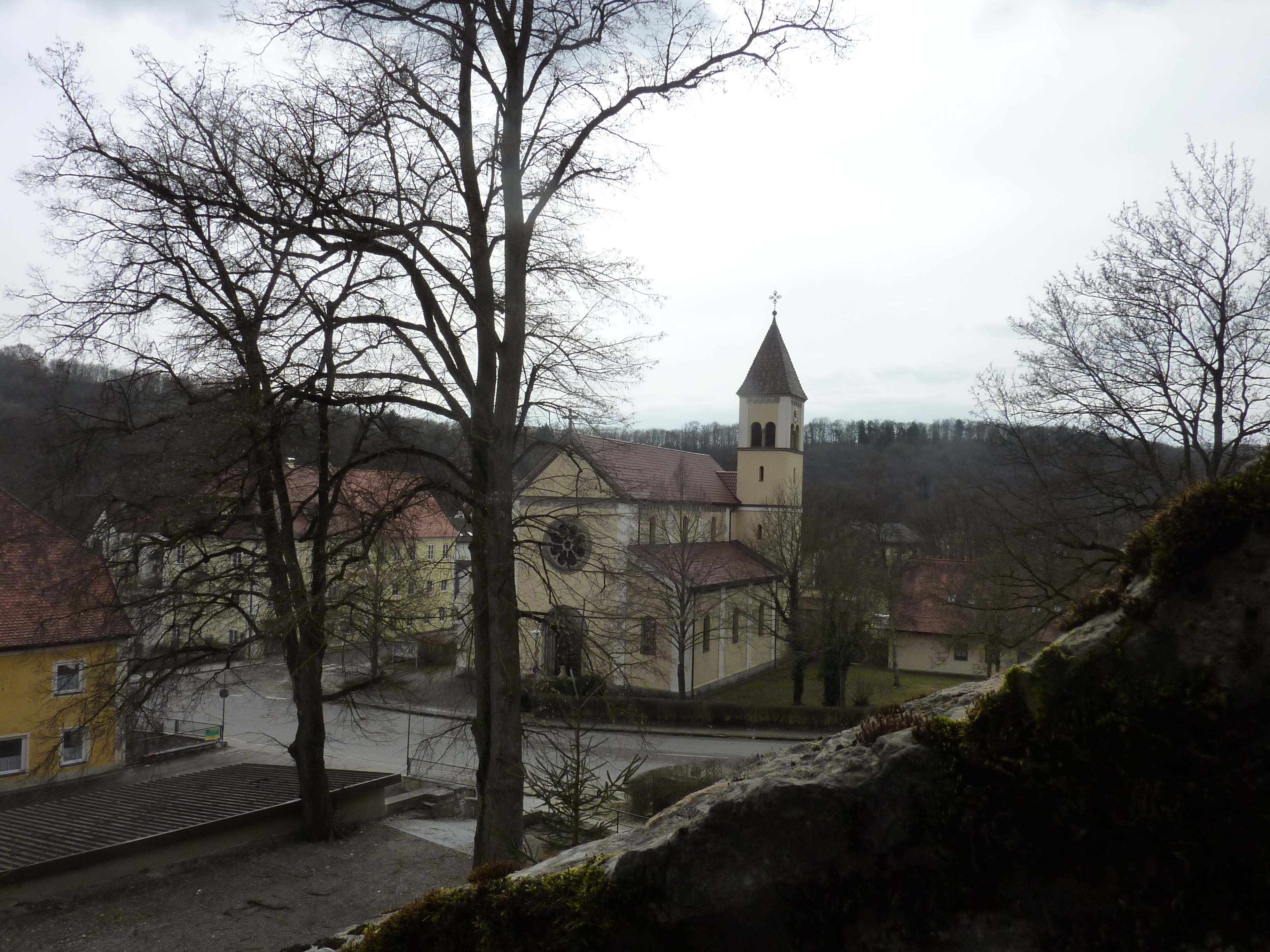
マリア被昇天教会
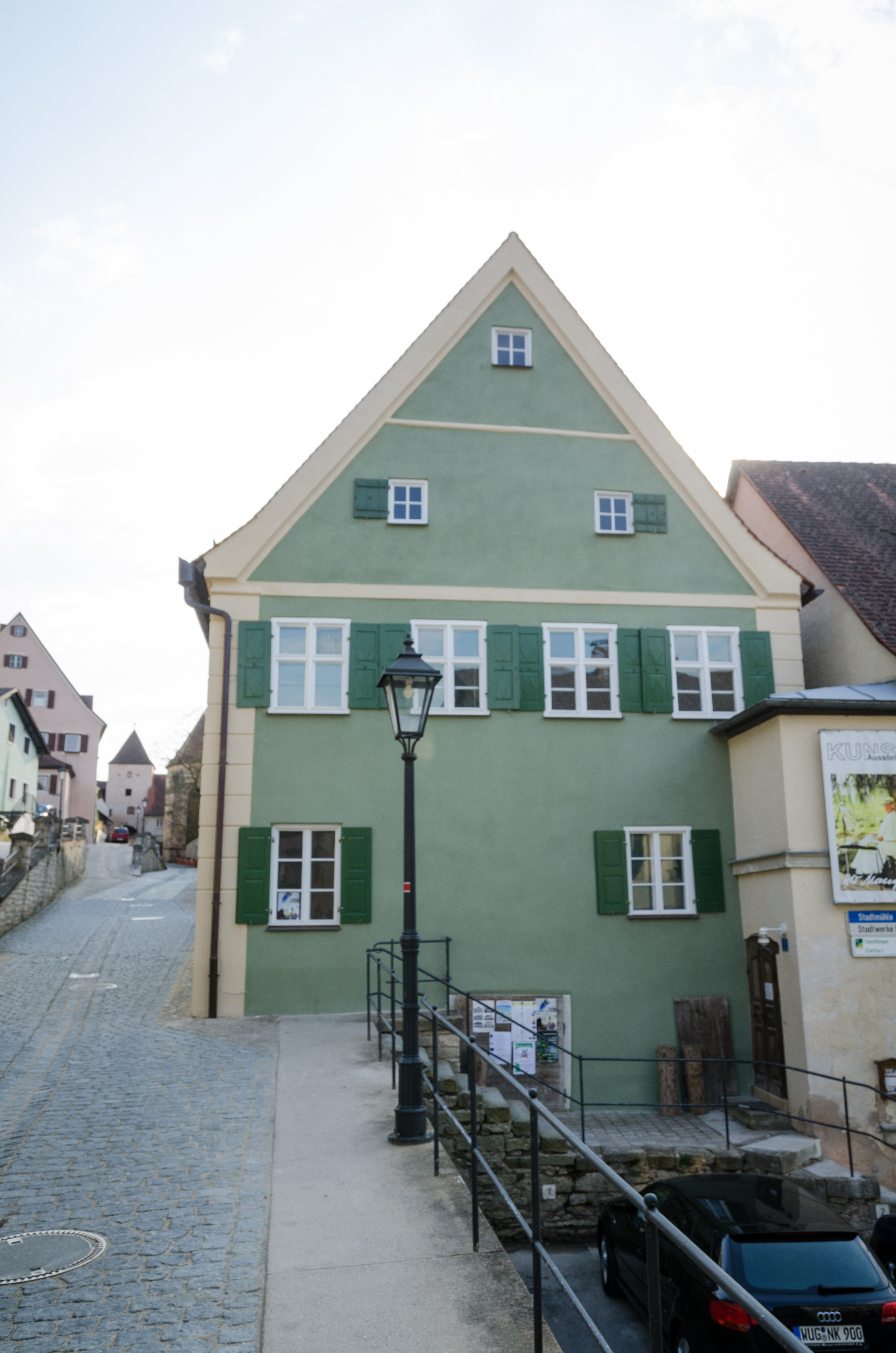
ビュヘレハウス

## 経済と社会資本

### 交通
ミュンヘン - トロイヒトリンゲン線のパッペンハイム駅では、1時間間隔でレギオナルバーンが利用できる。公共旅客近郊交通はニュルンベルク広域交通連盟 (VGN) によって運営されている。
市内を州道2230号線が通っており、約 4 km 西で連邦道2号線に合流する。

## 人物

### 出身者
- ジョヴァンニ・エンリコ・アルビカストロ（1660年頃 - 1730年以後）作曲家
- ヨハン・アレクサンダー・デーダーライン（ドイツ語版、英語版）（1675年 - 1745年）人文主義者、哲学者
- エドゥアルト・メッツガー（ドイツ語版、英語版）（1807年 - 1894年）建築家、画家、作家
- ゾフィー・ヘヒステッター（1873年 - 1943年）作家、詩人、画家
- ヘルムート・ゴルヴィッツァー（ドイツ語版、英語版）（1908年 - 1993年）福音主義神学者、作家、社会主義者。ナチ時代の告白教会メンバー。

### ゆかりの人物
- ジョン・シャリカシュヴィリ（1936年 - 2011年）アメリカ合衆国の軍人。1945年から1953年まで難民としてパッペンハイムに住んだ。

## 関連図書
- Pleikard Joseph Stumpf (1853). “Pappenheim”. Bayern: ein geographisch-statistisch-historisches Handbuch des Königreiches; für das bayerische Volk. München: Zweiter Theil. pp. 748–750 2022年5月29日閲覧。
- A. von Wilke (1903), “Pappenheim. Mit zwölf Abbildungen”, Vom Fels zum Meer, 22. Jg. 2:  pp. 1150–1155